# Ангаро-Витимский батолит
Ангаро-Витимский (синоним — Баргузинский) гранитоидный батолит, расположенный в Забайкалье — один из крупнейших батолитов Центральной Азии.

## Описание
На современном эрозионном срезе он представляет собой сообщество многофазных плутонов и небольших массивов, площадью от 10 до 3400 км². Состав гранитоидов меняется от монцонитов, кварцевых монцонитов и гранодиоритов ранней фазы, до биотитовых гранитов и лейкогранитов поздних фаз.
В настоящее время в пределах батолита выделяется два магматических комплекса — баргузинский и зазинский.
Возраст батолита на данный момент считается позднекарбоновым.
Происхождение батолита большинство исследователей связывают с плавлением метаморфических пород верхней коры под воздействием прогрева мантийным плюмом.